# Max Leonhardi
Max Leonhardi (* 5. April 1873; † 2. Mai 1965) war ein deutscher Kapitän zur See der Kaiserlichen Marine.

## Leben
Max Leonhardi trat am 9. April 1892 in die Kaiserliche Marine ein und wurde am 11. April 1892 Kadett. Im April 1894 wurde er als Seekadett auf die Württemberg kommandiert und besuchte im gleichen Jahr ab September 1894 die Marineschule. 1899 war er als Unterleutnant zur See (Beförderung am 11. November 1895) auf der Carola. 1900 wurde er wegen Ehebruchs mit der Frau eines Kameraden durch ein Ehrengericht für schuldig befunden. Er wurde verwarnt, da er sonst keinerlei Strafen hatte. Als Kapitänleutnant (Beförderung am 26. April 1904) war er im gleichen Jahr Adjutant der I. Werft-Division. 1907 war er in der Adjutantur der Marinestation der Ostsee in Kiel. Zwei Jahre später kam er als Navigationsoffizier auf die Schleswig-Holstein. Nach seiner Beförderung zum Korvettenkapitän am 22. März 1910 war er in der Militärischen Abteilung (A I) im Allgemeinen Marinedepartement, wo er über mehrere Jahre blieb, und war bis dahin mit dem Roten Adlerorden 4. Klasse ausgezeichnet worden.
Im August 1914 befand er sich auf der Anreise für die Übernahme der Eber. Das Kanonenboot befand sich zu diesem Zeitpunkt vor der Küste von Deutsch-Südwestafrika. Er wurde gefangen genommen und auf Madeira interniert. Leonhardi konnte fliehen und war bis Oktober 1915 Etappen-Offizier in Las Palmas.
Bevor die Kaiser Karl der Große Mitte November 1915 endgültig außer Dienst gestellt wurde, war Leonhardi ab September 1915 Kommandant des bereits mit reduzierter Besatzung versehenen Linienschiffs. Von November 1915 bis März 1917 war er Kommandant der Schwaben. Am 16. November 1915 wurde er Fregattenkapitän.
Im März 1917 übernahm er die Brummer. Am 17. Oktober 1917 stieß die Brummer zusammen mit ihrem Schwesterschiff Bremse unter dem Kommando von Fregattenkapitän Siegfried Westerkamp, der eigentliche Kommandant Fregattenkapitän Otto von Bülow war erkrankt, gegen die alliierten Geleitzüge zwischen Norwegen und Schottland vor. Dabei wurden im Seegefecht bei den Shetland-Inseln die britischen Zerstörer Strongbow und Mary Rose sowie neun skandinavische Handelsschiffe versenkt. Neben den Vorwürfen, hilflose Schiffbrüchige beschossen zu haben, wurde den Deutschen vorgehalten, dass sie neutrale Handelsschiffe versenkt hätten, ohne den Besatzungen Gelegenheit zu geben, sich in die Rettungsboote zu begeben. Nach dem Krieg kamen von Bülow; und nicht Westkamp; und Leonhardi als möglicher Kriegsverbrecher auf die Auslieferungsliste der Entente. Leonhardi äußerte sich nach dem Krieg zu den Vorwürfen. Seine Schreiben sind als Einzelfallakte zu den Vorwürfen der Kriegsverbrechen im Bundesarchiv archiviert.
Im November 1917 gab er das Kommando ab und war bis Juli 1918 Kommandant der Hannover. In dieser Position wurde er am 19. Juni 1918 zum Kapitän zur See befördert. Bis Kriegsende war er Präses des Minenversuchskommandos und zugleich Kommandant der Pelikan. Am 22. November 1919 wurde er aus der Marine verabschiedet.